# Stephansplatz (metrostation)
Stephansplatz is een metrostation in het stadsdeel Neustadt van de Duitse stad Hamburg. Het station werd geopend op 2 juni 1929 en wordt bediend door de lijn U1 van de metro van Hamburg. In de toekomst zal ook  U5 het station aandoen.